# عبد الله دياوارا
عبد الله دياوارا (بالفرنسية: Abdoulaye Diawara)‏ (26 يناير 1983 بباريس في فرنسا - ) هو لاعب كرة قدم مالي في مركز الوسط. شارك مع منتخب مالي لكرة القدم. أما مع النوادي، فقد لعب مع سي أ باستيا ونادي باريس ونادي بوفيه ونادي سينت ترويدن وSR Colmar ‏ ونادي سي إس فيزيه.

## وصلات خارجية
- عبد الله دياوارا على موقع قاعدة بيانات كرة القدم.إي يو (الإنجليزية)
- عبد الله دياوارا على موقع Soccerway.com (الإنجليزية)